# Ivar Leon Menger

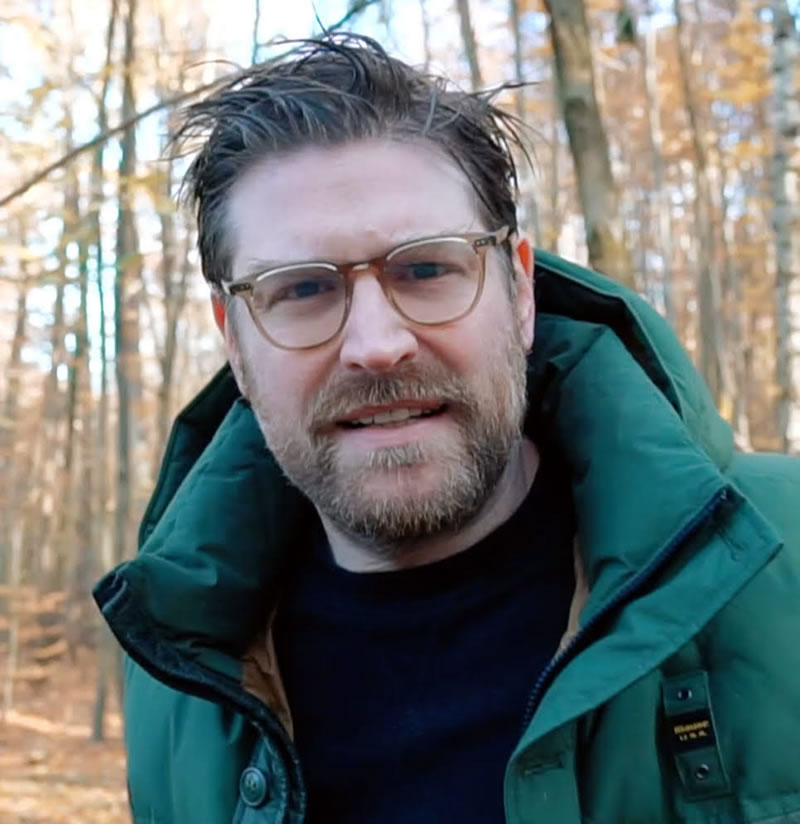
Ivar Leon Menger (2019)

Ivar Leon Menger (* 25. Oktober 1973 in Darmstadt) ist ein deutscher Autor von Romanen und Hörspielen, Filmregisseur, Designer, Werbetexter und Verleger.

## Biographie
Ivar Leon Menger wurde im hessischen Darmstadt geboren. Dort besuchte er die Grundschule und im Anschluss daran das Gymnasium Georg-Büchner-Schule. Nach seinem Abitur (1993) studierte er Grafikdesign an der Hochschule für angewandte Wissenschaft und Kunst (HAWK Fakultät) im Bereich Gestaltung in Hildesheim (Niedersachsen). Während seines Studiums entdeckte er seine Passion für das Medium Film.
Nach Abschluss des Studiums als Diplom-Designer im Jahre 1997 arbeitete er von 1997 bis 2002 in der internationalen Werbeagentur Ted Bates in Frankfurt am Main als Werbetexter.
Während dieser Zeit begann er das Drehbuch zu seinem Kurzfilm Geteiltes Leid, nach einer Idee von Thomas Kaestle, zu schreiben und im Anschluss daran, diesen zu produzieren. Der zwölfminütige Thriller mit Hauptdarsteller Florian Lukas und Sven Wisser schaffte es als Bonusfilm auf die DVD-Version des Science-Fiction-Thrillers The Cell mit Jennifer Lopez, Regie Tarsem Singh. Geteiltes Leid wurde im Rahmenprogramm der Berlinale 2002 mit dem erstmals im gleichen Jahr vergebenen Lost High-Tapes Award als „Bester Kurzfilm Deutschlands“ ausgezeichnet.
Menger beendete das Arbeitsverhältnis bei seinem bisherigen Arbeitgeber und arbeitete danach ab 2002 in einer Videothek (Video Profis – existiert wie die meisten Videotheken inzwischen nicht mehr) als Videothekar in Darmstadt. Gleichzeitig schrieb und drehte er seinen zweiten Kurzfilm, den ThrillerTramper mit Justus von Dohnányi und Fabian Busch. Tramper wurde 2004 mit dem ProSieben Newcomer-Regie-Award des privaten TV-Senders ProSieben ausgezeichnet. Ermutigt durch die Erfolge der beiden Kurzfilme entschloss sich Ivar Leon Menger Drehbücher für zwei Langfilme mit den Titeln Der Prinzessin und Plan B zu schreiben. Diese wurden nicht verfilmt, erschienen jedoch später als Hörspiele.
Im Jahr 2007 übernahm Ivar Leon Menger von seinem Vater Bernd Menger dessen Werbeagentur Creativ Concept Menger (heute Menger.Design) in Darmstadt. 2009 gründete er mit der Psychothriller GmbH seinen eigenen Hörbuch-Verlag. Dieser produzierte bis 2012 Hörbücher und danach ab 2013 E-Books und Print-Ausgaben. Hier erschien im Jahr 2013 Mengers Darkside-Park-Fortsetzung Porterville. Diese wurde ein halbes Jahr später von Universal Studios und deren deutschen Hörspiel/Hörbuch-Studio „Folgenreich“ als Hörbuch-Reihe vertont.
Ivar Leon Menger lebt heute (2019) gemeinsam mit seiner Familie in der Nähe von Darmstadt.

## Werdegang als Serien-Autor
Ivar Leon Menger schrieb die Hörbuch- und Hörspiel-Serien Darkside Park in drei Staffeln mit insgesamt 18 Folgen, Porterville mit drei Staffeln und 18 Folgen als auch Terminal 3 mit 9 Folgen. 2015 folgte die Mystery-Thriller Produktion Monster 1983 (abgeschlossen nach drei Staffeln in den Jahren 2015, 2016 und 2017 – zu je 10 Folgen und produziert von Audible durch Sound of Snow von Tommi Schneefuß in Berlin) gemeinsam mit den Autoren Anette Strohmeyer und Raimon Weber im Writers’ Room konzipiert. Hierfür wurden eine Vielzahl von bekannten Synchron- und Hörspielsprechern/-sprecherinnen eingesetzt u. a. Luise Helm, David Nathan, Joseline Gassen, Ekkehardt Belle, Simon Jäger, Nana Spier, Benjamin Völz, Anke Reitzenstein, Martin Keßler, Charles Rettinghaus, Norbert Langer, Bernd Rumpf, Till Hagen, Udo Schenk, Hans-Georg Panczak und viele mehr.
Für den US-amerikanischen und englischen Markt wurde die erste Staffel von Monster 1983 übersetzt und produziert. Diese blieb jedoch auf Grund der suboptimalen Übersetzung der deutschen Sprache in die Englische und mangelhafter Produktion des englischen Studios deutlich hinter den Erwartungen zurück. Das ursprüngliche Autorentrio Menger/Strohmeyer/Weber konnte auf die Produktion des englischen Studios keinen Einfluss nehmen.
Anfang 2018 begann Menger mit den Arbeiten an seiner Mystery-Thriller Hörspielserie Ghostbox. Die erste Staffel, bestehend aus 10 Folgen, wurde im Januar 2019 veröffentlicht (produziert von Audible). Wie bereits bei der Produktion der drei Staffeln von Monster 1983 wurde auch hier eine Fülle bekannter Sprecherinnen und Sprecher aus Film-, TV-, Hörbuch- und Hörspielproduktionen für die Aufnahmen im Studio Sound of Snow des Produzenten Tommi Schneefuß aufgezeichnet. Dieser war zusätzlich auch für das Arrangement und das Sounddesign innerhalb der gesamten Produktion der ersten Staffel von Ghostbox verantwortlich. Für die Mischung und das Mastering ist seit 2010 Henrik Cordes bei Produktionen von Menger zuständig, für Schritte und Bewegung der Geräuschemacher Jörg Klinkenberg. Für die musikalische Untermalung arbeitet der Komponist und Musikproduzent Trevor U. Hurst zusammen mit Ynie Ray seit der ersten Staffel von Monster 1983 gemeinsam mit dem Team rund um Ivar Leon Menger.
Im März 2020 erschien die zweite Staffel, im März 2021 die dritte Staffel seiner Ghostbox-Serie im Auftrag von Audible Studios.

## Werdegang als Hörspielautor
Nach einem Semester als Dozent an der TU Darmstadt von Mitte 2006 bis Mitte 2007, zog Menger für kurze Zeit von Darmstadt nach Berlin. Dort lernte er wenig später die Synchronsprecher und Schauspieler Oliver Rohrbeck und Jens Wawrczeck (Justus Jonas und Peter Shaw in der Hörspiel-Serie Die drei ???) kennen. Rohrbeck und Wawrczeck empfahlen Ivar Leon Menger als Autor für Die drei ??? bei Sony Entertainment. Er bekam den Auftrag von Sony (BMG) und wechselte daraufhin vom Medium Film zum Hörspiel und Hörbuch.
Menger passte die Drehbücher der beiden von ihm ursprünglich als Langfilme geplanten Thriller Der Prinzessin und Plan B auf das Format Hörspiel an und produzierte und veröffentlichte sie mit Lauscherlounge Records von Oliver Rohrbeck und Kai Schenker. Der Prinzessin gewann im Jahr 2007 den Preis Bestes Erwachsenenhörspiel 2006. 2008 folgte die Kinder- und Erwachsenenhörspielserie Dodo, ebenfalls in Zusammenarbeit mit Lauscherlounge.
Bis Januar 2019 hat Ivar Leon Menger über 90 Hörspiel- und Hörbuchtitel veröffentlicht.

## Zusammenarbeiten mit anderen Autoren
Als Autor und Produzent hat Ivar Leon Menger bis 2019 im Zuge mehrerer Produktionen mit einigen Autoren zusammen gearbeitet. Mit John Beckmann an Dodo, mit Raimon Weber, Christoph Zachariae, Hendrik Buchna (Die drei ???), John Beckmann und Simon X. Rost (Die Playmos) an Darkside Park. Gemeinsam mit Raimon Weber, Anette Strohmeyer, Hendrik Buchna, Simon X. Rost sowie John Beckmann an Porterville. Dann erneut mit John Beckmann und Raimon Weber an Mengers Terminal 3. Von 2015 bis 2017 erneut mit Anette Strohmeyer und Raimon Weber für die Entwicklung aller drei Staffeln der Serie Monster 1983.

## Werdegang als Verleger
Mit seinem Anfang 2009 gegründeten Verlag Psychothriller GmbH verlegt Ivar Leon Menger, neben seinen eigenen Produktionen Darkside Park und Porterville, auch E-Books und Print-Ausgaben von damaligen Newcomer-Autoren, um sie zu fördern und aufzubauen. Hierzu zählten beispielsweise Anette Strohmeyer (unter anderem inzwischen Autorin der gegenwärtig 5-teiligen Ondragon-Reihe sowie Co-Autorin an Porterville sowie Monster 1983), Andreas Krusch oder Demian Lenz. Ab Herbst 2013 verlegte Menger nicht mehr erhältliche Literatur-Klassiker, um sie der Öffentlichkeit wieder zugänglich zu machen. Darunter bekannte Werke wie Rosemarys Baby, Die Frauen von Stepford, Die sanften Ungeheuer und Sliver des Autors Ira Levin, Spuk in Hill House von Shirley Jackson inklusive aller weiteren Werke der Autorin, zwei Werke von Henry Slesar, sowie Die Goonies und Poltergeist von James Kahn.

## Theater
Das von Ivar Leon Menger verfasste Thriller-Kammerstück-Hörspiel Plan-B feierte im März 2019 im Theater Alte Brücke in Frankfurt am Main im Stadtteil Sachsenhausen, seine Uraufführung in seiner Umsetzung als Theaterstück. Der Regisseur Alexander Beck hat das ursprüngliche Hörspiel von Menger hierzu auf die im Theater übliche Spieldauer – mindestens 90 Minuten – mit einer neu erdachten Vorgeschichte ergänzt. Autor Ivar Leon Menger war bei der Generalprobe als Ehrengast anwesend.

## Werke (Auszug)

### Bücher
- 2016: DODO – Von Lichtwiese nach Dunkelstadt – Psychothriller, ISBN 978-3-942261-77-7.
- 2022: Als das Böse kam – dtv, ISBN 978-3-423-26339-9.
- 2023: Angst – dtv, ISBN 978-3-423-26361-0.
- 2024: Finster – dtv, ISBN 978-3-423-22081-1.
- 2025: Der Tower – dtv, ISBN 978-3-423-22134-4.

### Hörspiel-Serien

#### Dodo
- 2008: Dodos Rückkehr – Lauscherlounge 2008, ISBN 978-3-943046-50-2.
- 2008: Dodos Suche – Lauscherlounge 2008, ISBN 978-3-943046-51-9.
- 2009: Dodos Geheimnis – Lauscherlounge 2009, ISBN 978-3-943046-52-6.
- 2009: Dodos Reise – Lauscherlounge 2009, ISBN 978-3-943046-53-3.

#### Monster 1983
(Co-Produktion mit Anette Strohmeyer und Raimon Weber)
- 2015: Staffel 1 – Audible 2015, Download, Lübbe Audio 2017, CD-Box-Version
- 2016: Staffel 2 – Audible 2016, Download, Lübbe Audio 2018, CD-Box-Version
- 2017: Staffel 3 – Audible 2017, Download, Lübbe Audio 2018, CD-Box-Version, DE: Gold (Hörbuch-Award)[15]

#### Ghostbox
- 2019: Staffel 1 – Psychothriller GmbH 2018, Audible 2019
- 2020: Staffel 2 – Psychothriller GmbH 2020, Audible 2020
- 2021: Staffel 3 – Psychothriller GmbH 2020, Audible 2021

### Hörbuch-Serien

#### Darkside Park
(Co-Produktion mit Hendrik Buchna, Raimon Weber, Christoph Zachariae, Simon X. Rost und John Beckmann)
- 2013: Staffel 1 – Psychothriller GmbH 2012, Universal Studios – Hörbuch- und Hörspielstudio Folgenreich 2013, CD-Version
- 2013: Staffel 2 – Psychothriller GmbH 2012, Universal Studios – Hörbuch- und Hörspielstudio Folgenreich 2013, CD-Version
- 2013: Staffel 3 – Psychothriller GmbH 2012, Universal Studios – Hörbuch- und Hörspielstudio Folgenreich 2013, CD-Version

#### Porterville
(Co-Produktion mit Anette Strohmeyer, Raimon Weber, Hendrik Buchna, Simon X. Rost und John Beckmann. Gelesen von Simon Jäger, Martina Treger und Oliver Rohrbeck)
- 2013: Staffel 1 – Psychothriller GmbH 2013, Universal Studios – Hörbuch- und Hörspielstudio Folgenreich 2013, ISBN 978-3-942261-49-4.
- 2013: Staffel 2 – Psychothriller GmbH 2013, Universal Studios – Hörbuch- und Hörspielstudio Folgenreich 2013, ISBN 978-3-942261-57-9.
- 2013: Staffel 3 – Psychothriller GmbH 2013, Universal Studios – Hörbuch- und Hörspielstudio Folgenreich 2013, ISBN 978-3-942261-65-4.

#### Terminal 3
(Co-Produktion mit Raimon Weber und John Beckmann.)
- 2015: Folge 1–9 – Psychothriller GmbH 2013, gelesen von Detlef Bierstedt, Martin Keßler und Simon Jäger, Audible 2015, ISBN 978-3-86212-028-4.

#### Die schwarze Stadt
(Co-Produktion mit Derek Meister, John Beckmann, Simon X. Rost, Reinhard Prahl, Carsten Steenbergen, Raimon Weber, Eric Niemann, Anette Strohmeyer und Hendrik Buchna.)
- 2021: Folge 1–9 – Psychothriller GmbH 2021, gelesen von David Nathan, Luise Helm, Konrad Bösherz, Dirk Bublies, Marcel Collé, Manja Doering, Peter Flechtner, Rainer Fritzsche, Cathlen Gawlich, Frank Glaubrecht, Simon Jäger, Matti Klemm, Tobias Kluckert, Maria Koschny, Reinhard Kuhnert, Udo Schenk, Gerrit Schmidt-Foß, Uve Teschner, Magdalena Turba, Luisa Wietzorek und Christian Zeiger, THE AOS 2021, ausschließlich digitale Veröffentlichung, die Veröffentlichung der Folge 10 erfolgte als Hörspiel. EAN 4066338006363.
- 2022: Staffel 2

### Einzel-Hörspiele
- 2006: Der Prinzessin. Lauscherlounge 2006, ISBN 3-7857-3460-3.
- 2006: Die Dr3i – Hotel Luxury End. Europa (Sony BMG) 2006, ISBN 3-86629-368-2.
- 2009: Plan B. Psychothriller GmbH 2009, Lauscherlounge 2009, ISBN 978-3-943046-02-1.
- 2010: Die drei ??? und der dreiTag. Europa (Sony BMG) 2010, ISBN 978-3-440-12620-2.[16]
- 2019: Die drei ??? und der dreiäugige Totenkopf. Europa (Sony BMG) 2019, ISBN 978-3-440-14123-6.
- 2021: Die schwarze Stadt, Folge 10, THE AOS 2021, ausschließlich digitale Veröffentlichung, die Veröffentlichung der Folge 1–9 erfolgte als Hörbuch

### Autor
- 2009: Darkside Park. Psychothriller GmbH, 2009, ISBN 978-3-942261-23-4.
- 2012: Terminal 3 – Tanz der Marionetten. Bastei-Lübbe 2012, ISBN 978-3-404-16948-1.
- 2012: Dodo – Von Lichtwiese nach Dunkelstadt. Psychothriller GmbH 2012, ISBN 978-3-942261-77-7.
- 2013: Porterville – Das dunkle Geheimnis einer Stadt – Edition 1. Psychothriller GmbH 2013, ISBN 978-3-942261-49-4.
- 2013: Porterville – Das dunkle Geheimnis einer Stadt – Edition 2. Psychothriller GmbH 2013, ISBN 978-3-942261-57-9.
- 2013: Porterville – Das dunkle Geheimnis einer Stadt – Edition 3. Psychothriller GmbH 2013, ISBN 978-3-942261-65-4.

Die drei ???
(In Zusammenarbeit mit Hendrik Buchna und Tim Wenderoth)
- 2010: Die drei ??? und der dreiTag. Franckh-Kosmos Verlag 2011, ISBN 978-3-440-12620-2.

#### Graphic Novels fürDie drei???
(In Zusammenarbeit mit John Beckmamm)
- 2015: Die drei ??? und der dreiäugige Totenkopf. Franckh-Kosmos Verlag 2015, ISBN 978-3-440-14123-6.[17]
- 2017: Die drei ??? Das Dorf der Teufel. Franckh-Kosmos Verlag 2017, ISBN 978-3-440-15471-7.[18]

### Kurzfilme
- 1999: Ben – Fantasy Filmfest, Cinema Award Kurzfilm 1999, 4-minütiger Kurzfilm mit Schauspieler Alexander Kiersch[19]
- 2002: Geteiltes Leid – Berlinale Lost High-Tapes Award, Bester Kurzfilm 2002, 12-minütiger Kurzfilm mit Florian Lukas und Sven Wisser, nach einer Idee von Thomas Kaestle[1]
- 2003: Animal’s Angels – (Kino-Werbespot) für Animals’ Angels New York Festivals, Finalist 2003
- 2005: Tramper – Kurzfilm, Virus Magazine Award 2005 und Finalist Shocking Shorts Award 2006[5]
- 2005: Feine Damen – Kurzfilm mit Medy Wenner, 4-minütiger Kurzfilm
- 2011: Drive & Seek – Interaktiver, 10-minütiger Kurzfilm für Mercedes-Benz, gemeinsam mit Alex Feil[20]

## Preise und Auszeichnungen
- 2002: Lost High-Tapes Award für Geteiltes Leid als „Bester Kurzfilm Deutschlands“[1]
- 2004: ProSieben First-Cut Award
- 2006: Hörspiel-Award (Kritiker-Preis) für Der Prinzessin als Bestes Erwachsenen Hörspiel[21]
- 2006: Hörspiel-Award (Publikums-Preis) für Die DR3i – Hotel Luxury End als Bestes Einzelhörspiel für Kinder und Jugendliche
- 2008: Ohrkanus Award für Dodo1 – Dodos Rückkehr als Bestes Hörspiel für Kinder und Jugendliche[22]
- 2008: Hörspiel-Award (Competition-Award) für Dodo1 – Dodos Rückkehr als Beste Serienfolge für Kinder und Jugendliche[23]
- 2008: Kreativ-Echo 2008 2. Platz Beste Tageszeitungsanzeige
- 2009: Hörspiel-Award (Publikums-Preis) für Plan B als Bestes Einzelhörspiel für Erwachsene[24]
- 2009: Hörspiel-Award (Competition-Award) für Plan B als „Bestes Einzelhörspiel für Erwachsene“[25]
- 2009: Hörspiel-Award (Kritiker-Preis) für Darkside Park Staffel 1 als Beste Lesung[26]
- 2010: Ohrkanus Award für Ivar Leon Mengers – Plan B als Bestes Erwachsenen Hörspiel[27]
- 2010: Ohrkanus Award für Nana Spier in Darkside Park 3 von Ivar Leon Menger als „Beste Sprecherin“
- 2010: Ohrkanus Award für Darkside Park mit dem Innovations-Preis
- 2011: Ohrkanus Award für „Psychothriller GmbH, Verlag“ als Bestes Newcomer-Label[28]
- 2011: Ohrkanus Award für Darkside Park – Staffel 3 für „Beste Lesung für Erwachsene“
- 2012: Ohrkanus Award für Terminal 3 – Tanz der Marionetten als „Bestes Erwachsenen-Hörbuch 2012“[29]
- 2017: Bestes Hörspiel 2016 für Monster 1983 (1. Staffel) – gewählt von den OhrCast-Hörern
- 2018: Hörspiel des Jahres 2017 für Monster 1983 (3. Staffel) – gewählt von den Lesern des Hörspielmagazins Playtaste
- 2018: Max-und-Moritz-Preis in der Kategorie „Bester Comic für Kinder und Jugendliche“ für Die drei ??? – Das Dorf der Teufel, zusammen mit John Beckmann und Christopher Tauber[30]